# Paul Beyer

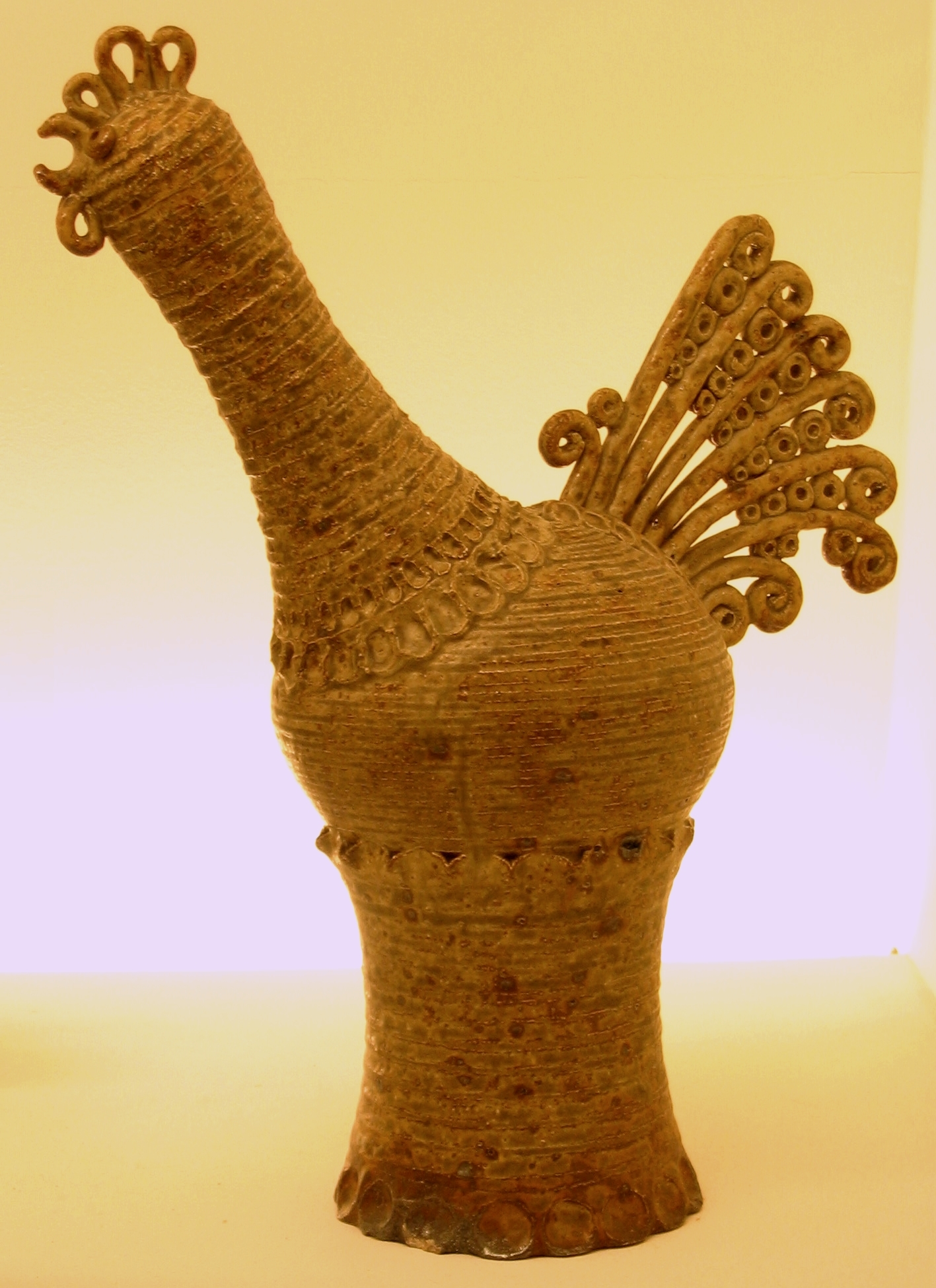
Sculpture céramique, La Borne, début XXe - Musée des arts décoratifs, Paris.

Paul Beyer est un céramiste, maître verrier et dinandier, né à Strasbourg le 9 novembre 1873 et mort à Bourges le 10 septembre 1945.
Se considérant lui-même comme un humble artisan, Paul Beyer consacre une grande partie de son œuvre à la redécouverte de la technique du grès de sel. Son travail, très épuré, met à l'honneur le monde paysan et les animaux. Le potier comme il aimait à se faire appeler, produit également un nombre important d'objets utilitaires : cruches, pots, vases et écuelles. Ainsi que des objets religieux. Il rejette l’aspect inutile des objets décoratifs ce qui le mène à confectionner des formes logiques et robustes, pour l’usage quotidien comme des plats ou des bols. Paul Beyer est peu connu du grand public alors qu’il est un grand spécialiste en la matière. Hormis l’influence du travail de son père on ne sait pas s'il avait un maître. 
Paul Beyer est considéré comme un céramiste créatif de la période art Déco, innovant dans ses verreries, ses dinanderies émaillées et ses grès. Dans ses débuts artistiques, il obtient une bourse de la ville de Besançon pour suivre une formation de peintre-verrier à Munich. De retour en France il se met à son compte et commence à concevoir des vitraux d’arts, de la céramique d’architecture, des peintures d’arts et de la terre cuite. S’ensuit un stage de céramique à Vallauris, il part de Besançon et installe des fours dans le département de l’Ain pour ensuite rester en Suisse pendant cinq ans.

## Biographie
Son père Joseph Beyer (1837-1876) était maître verrier, spécialisé dans les travaux religieux. Peu après sa naissance, la famille s'installe à Besançon où son père établit son atelier. Après la mort de celui-ci en 1876, sa mère, née Sophie Boone, reprend la fabrique familiale avant de s'associer avec son fils ainé Joseph Beyer (1871-1936). Après une formation classique à l’École des Beaux-Arts de Besançon, puis un séjour à Munich, il revient à Besançon dans l'atelier familial qu'il quitte en 1906 pour s'installer à Lyon. Paul Beyer a eu deux enfants : Marie-Louise et Lucien Beyer (1908-1983) peintre.

### Période lyonnaise
Paul Beyer fait ses premières productions régulières et essais en Suisse puis à Lyon où il s’installe dès 1913 et où il va se distinguer dans le domaine de la poterie en plus de la formation héritée de ses parents jusque dans les années 1930 où il expose des verreries et des vitraux dans les Salons en région, et parfois de la dinanderie. Il prend parti de l’aspect utilitaire plutôt que décoratif, de la robustesse nécessaire à un usage quotidien. Il est mobilisé en 1914 après avoir vécu une forte dépression nerveuse. Il souffre d’un début de maladie de Parkinson. Il ne reprend vraiment son travail qu’en 1920 et se concentre sur trois médiums principaux : l’émail, le verre et la céramique.
Un atelier 1 bis rue de la Quarantaine près de la Saône au centre des entrepôts du quartier Saint-Georges fait office de lieu de créativité pour Paul Beyer, mais aussi d’un lieu frondeur et créatif qui a servi par la suite de refuge à une diversité de métiers et d’artistes attirés par l’esprit que procure le cadre de cet atelier. Ce dernier est passé d’un vaste hangar à un cœur populaire de travail. Il loge sa famille dans le quartier Saint-Jean sur le quai de la Bibliothèque – actuel quai Romain-Rolland -. Paul Beyer considère le vieux Lyon comme une réelle commodité professionnelle. Contrairement à Claudius Linossier, considéré comme le meilleur Lyonnais de sa catégorie qui lui n’abandonnera jamais la colline de sa Croix-Rousse natale. Les deux hommes ont souvent leurs œuvres présentées conjointement, mais les laissent dialoguer seules. Pendant que Claudius Linossier fait une ascension rapide en obtenant le prix Florence Blumenthal dès 1922, Paul Beyer doit patienter quelques années avant d'atteindre une position crédible en tant que potier aux yeux des critiques spécialisés. Sa reconnaissance est progressive. 

### Période parisienne
La Manufacture Nationale de Sèvres en décembre 1931 organise un stage de 3 mois ; il s'installe ensuite définitivement à Paris. L'année suivante, en 1932, la manufacture lui met à disposition des fours et des ateliers, ce qui ouvre une nouvelle carrière à l'artiste, carrière parisienne, où il retourne à des thèmes religieux au « grès statuaire oublié ». En 1938, il est fait Chevalier de l'ordre de la Légion d'Honneur, sur les recommandations de Robert Mallet-Stevens.

### L’atelier à Borne et la fin de sa vie
Georges-Henri Rivière l'invite en 1942 à s'installer au centre de production céramique de La Borne dans le Cher, où il met au point un four à flammes renversées. Pendant la guerre, sa mission est de redonner du dynamisme aux anciens ateliers de la Borne. Ici il forme des élèves et transforme le village en une communauté artisanale. Travaillant sans relâche jusqu'à ses derniers jours, il meurt à Bourges le 10 septembre 1945.  

## Vision artistique
Paul Beyer a laissé des entretiens où il parle de son art et de sa manière d’être et de travailler. Ses productions pures et essentielles sont le fruit d’une philosophie où le travail et le dur labeur priment sur les fioritures et les futilités. Lorsqu’il est interrogé dans son atelier à Lyon en 1924 il dit « Je ne parle pas, je travaille, ce n’est pas tout à fait la même chose. Mes idées sur mon art je les vis et je les extériorise dans des formes que j’aime. Je ne suis pas un manuel d’esthétique, mais un créateur, un créateur toujours insatisfait et qui donne la vie à des créatures de terre et de pâte colorée, comme Dieu a donné la vie à l’homme en le pétrissant dans l’argile avec amour ». 
Dans la même interview il évoque ses origines et les différentes phases artistiques qu’il a vécues : « Je suis alsacien, de vieille souche, fils et petit-fils de verriers. Mon père était un grand artiste. C’est lui qui restaura, après le bombardement de 70, les vitraux de la cathédrale de Strasbourg. Un jour vint où l’on ne construisit plus d’églises où les vitraux ne nourrirent plus leurs hommes. Alors je me lançai dans l’art de la céramique. Je ne connaissais rien à ce métier délicat et rare, mais tout de suite je fus conquis. L’enthousiasme me gonflait. Sans me retourner je partis, ayant vendu tout ce que j’avais, mes meubles, mes souvenirs, pour faire du feu. Avec de la terre, mes mains et du feu j’ai créé de la beauté, j’ai donné la vie à mes rêves, j’ai enfermé mon idéal dans des formes souples, la joie de mes yeux. Je ne travaille pas pour le public mais pour moi. Satisfaire les autres ce n’est pas malin du tout, se contenter soi-même, voilà le difficile. Vint un moment où la céramique ne me suffit plus. Je me mis au verre, si j’ose m’exprimer ainsi. Avec les tulipes électriques, les globes irisés, les décorations d’appartement, l’art du verre est singulièrement étendu dans son domaine, ses applications sont à l’infini. […] Cette matière capricieuse, toujours prête à éclater dans vos doigts et insaisissable comme l’eau ! ».  
Il ajoute des précisions sur l’intérêt de ces matériaux, « Cet art est passionnant plus que nul autre, dis-je. Vous collaborez vraiment avec les éléments : l’eau, la terre et le feu. Quelle joie de préparer vos poudres, de mélanger le grès aux substances secrètes qui donneront aux vases l’éclat des aurores d’automne, et quelle émotion doit être la vôtre lorsqu'en ouvrant le four, après vingt-quatre heures de cuisson acharnée à 1.300 degrés vous saisissez l’objet précieux, né comme un jeune papillon d’une chrysalide de flammes. ». Une ode au grès paysan qu’il affectionne tant s’ensuit, « Ici, à côté de nous, en Bresse, nous avons les plus beaux grès du monde »
On observe qu'une référence spirituelle est vivante dans ses dires, comparant l’argile à la création des êtres humains par Dieu, par la finissions de ses objets d’arts comme des naissances de personne. Dans cette entrevue de 1924 publiée dans la revue Notre Carnet, il évoque le verre, « Le verre ne se traite pas comme le grès, mais ses métamorphoses ne sont pas moins étonnantes. Avec du sable, de la potasse et de la soude vous préparer votre matière. La chaleur opère la transmutation et, dans la petite cuve de brique, le verre coule ainsi que du miel. Vous le soufflez comme on souffle sur la bouche d’un noyé pour le rappeler à la vie, vous lui donner la forme que vous voulez. ». 
L’intervieweur explique que Paul Beyer ne sort d’aucune école et qu’il n’imite personne, que l’artisan a du mépris pour ses pairs de la renaissance. Néanmoins Paul Beyer évoque une référence, le céramiste Carriès, le premier selon lui à avoir sur utiliser le grès. Il insiste encore sur son rejet « des formes tarabiscotées ». Pour lui « créer des formes belles et usuelles » est son rêve car d’après lui tout ce qui est utile est beau, « Les couverts ont leurs utilités embellit par la main de l’artiste qui les a faits. ». Son rejet de l’apparat se traduit par le fait qu’il estime que de s’attacher aux apparences, c’est s’attacher aux êtres finis et ajoute ceci, « Moi j’aime surtout le commencement, le point initial de la création : la matière ». 
Enfin, il parle aussi de ses inspirations en nommant les Chinois, les Coréens et les Japonais en maîtres spirituels, car ce sont les seuls qui ont su concevoir dans leur art des merveilleuses choses, un art qui selon Paul Beyer est frère du sien.

## Techniques artistiques

### Céramique
Concernant la poterie, Paul Beyer dit qu’il veut montrer ce que l’homme pouvait faire dès lors qu’il était maître des éléments et que pour lui, le maître c’est le feu. Pour lui, « Un potier doit avoir du feu dans l’âme et mettre son âme au feu ».  
1921 représente une année importante car il expose dans son atelier pour le salon de l’automne et obtient un article dans le journal La Vie Lyonnaise qui lui est consacré. Cet article parle de son argile extrait du sol de la Bresse. Paul Beyer teste les techniques sur les grès au sel qui tire ses origines de la poterie paysanne. Cette technique consiste à jeter dans le four une poignée de sel lors de la cuisson ce qui provoque une oxydation qui fait rétracter l’émail laissant ainsi entrevoir la terre cuite à certains endroits de l'objet.

#### L’émail et la technique au grès de sel
Paul Beyer pratique l'émail pour la première fois avec l'art du verre, où il évoque être un.« créateur insatisfait ». Il illustre des objets de géométrie simple comme des bandes et des équerres de couleurs vives avec un « vocabulaire proche du cubisme ». Ces œuvres sont conçues vers 1925 et on en compte que très peu.  En 1937, il expose trois œuvres en grès chamotté avec une figurine de Saint-Bon, Saint-Eloi et Sainte-Claire lors d’une exposition d’art sacré moderne en 1938.

#### La poterie au service de la religion

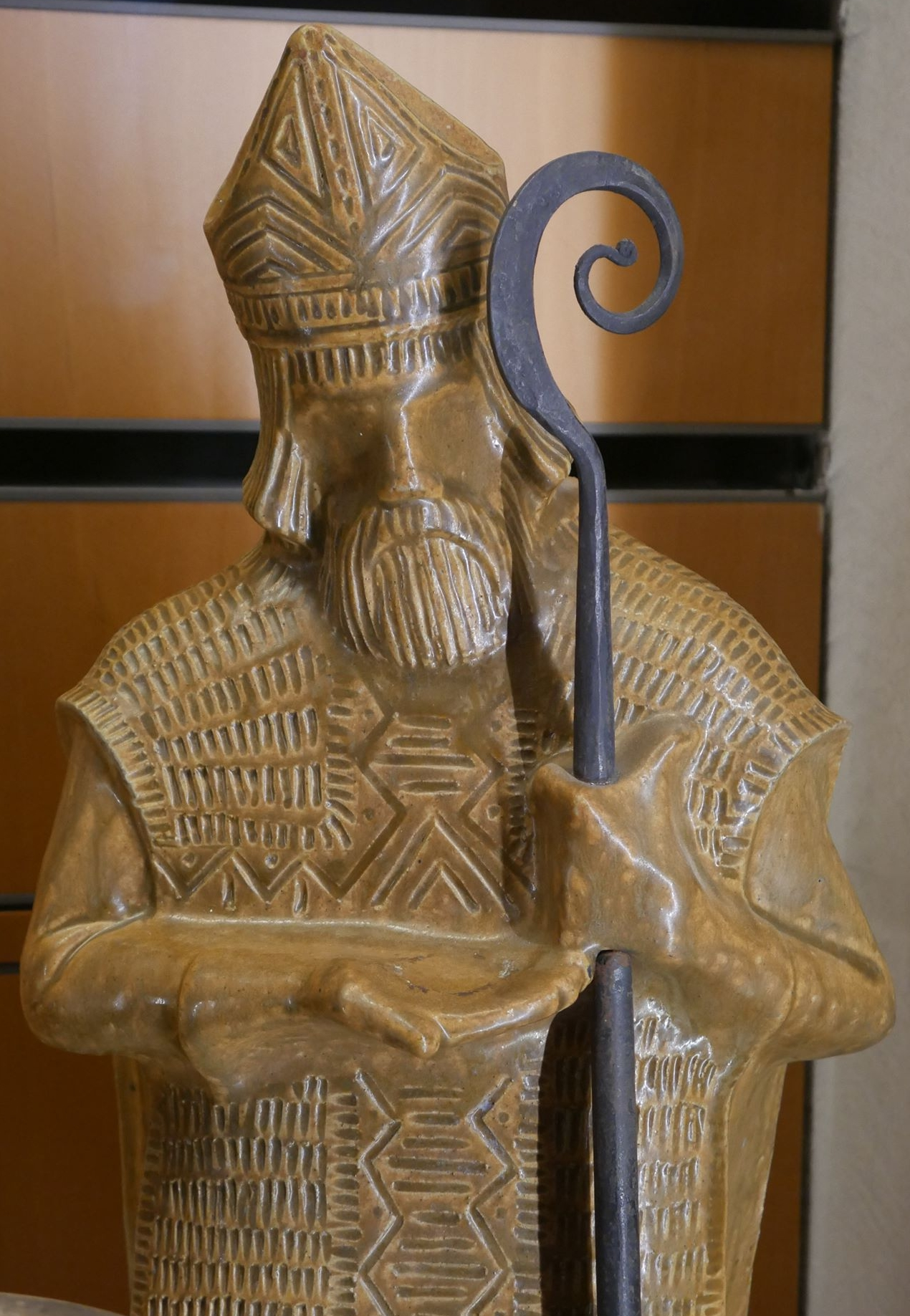
Paul Beyer, Saint-Bon, 1931, Musée des Beaux Arts, Lyon.

Parmi ses œuvres phares, l'une d'entre elles est exposée au Musée des Beaux-Arts de Lyon, il s'agit d'une figurine de Saint-Bon, ou Saint-Bonnet, dit patron des potiers souvent représenté en évêques.C'est un Saint qui revêt une importance pour Paul Beyer. Ce Saint-Bon confectionné en 1931, est en grès moulé et émaillé, avec un des décors d'incisions sur la chasuble, une crosse en fer martelé.
Son retour à la statuaire religieuse, démontre un investissement certain dans la foi chrétienne. En témoignent les interviews où il fait référence à la création artistique, à la création de Dieu. 

### Le verre
En 1922, une description de son atelier par un critique le désigne comme « magicien du verre ». Paul Beyer dit à propos de la pratique du verre « la pâte de verre doit transformer la lumière par translucidité ou transparence ». Il s’intéresse au verre-matière, c'est-à-dire sans son aspect décoratif. Paul Beyer collabore avec Jacquillard, bronzier et ferronnier pour les montures. 
La verrerie est aussi une nécessité commerciale pour Paul Beyer lorsqu’il fait des productions figuratives comme des personnages ou des canards. Il crée un verre pâteux, comme une substance marbreuse qui lorsqu’elle est éteinte, ressemble à de l’albâtre, et lorsqu’elle est allumée cette dernière produit une lumière douce dans les tons de jaune ou de beige. Il est aussi sollicité pour éclairer les salons de nombreux décorateurs, en particulier avec Sornay pour qui il mettra au point un appareil d’éclairage constitué d’une feuille de verre posée sur un cube en céramique. Cette œuvre est sans doute unique car elle mélange deux techniques. 
Parallèlement, il expose vases, bouteilles et flacons avec une technique de verre bullée inspirée des approches de Maurice Marinot. Il remporte un certain succès en 1927 car la maison parisienne Simonet et Dieupart édite ses lampes en verre bullée pendant le Salon des Artistes Décorateurs. 
Durant sa période lyonnaise, il expose conjointement de la céramique et des verreries. Paul Beyer est ainsi considéré comme un céramiste-verrier. Il arrêtera le verre et l’émail après son départ de Lyon.

### Dinanderie

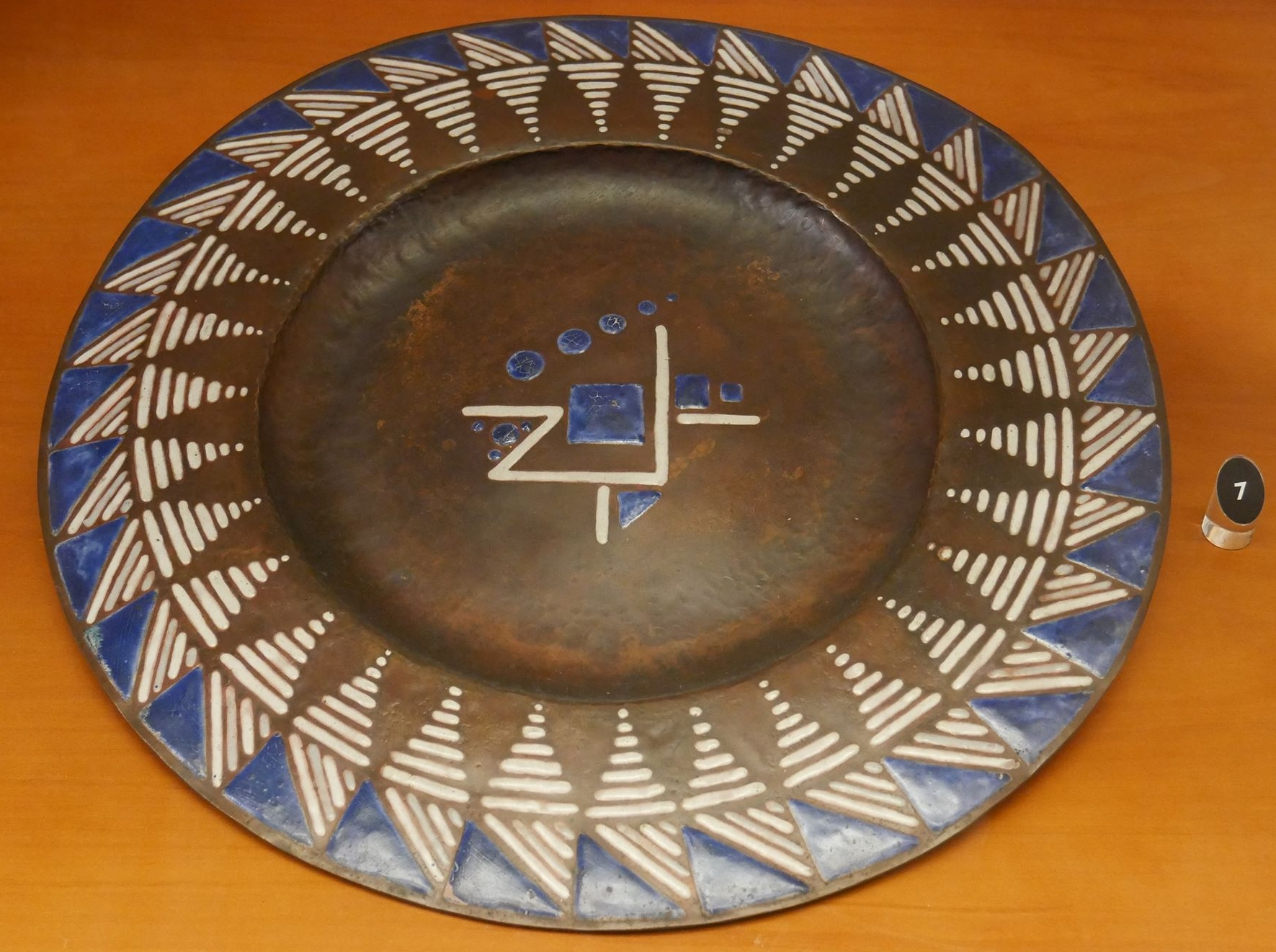
Paul Beyer, Plat émaillé, 1927

Paul Beyer n’a presque jamais exposé de dinanderie de son vivant, les critiques ne disent rien sur son activité de dinanderie. Il a exposé deux œuvres en cuivre émaillé au Musée des Beaux-Arts de Lyon lors d’une rétrospective qui lui est dédiée Les recherches de Paul Beyer de 1907 à 1931. Son œuvre en tant que dinandier demeure minoritaire. Ses dinanderies ne sont jamais figuratives, la plupart sont réalisées à Lyon entre 1922 et 1931 et toutes sont émaillées, possèdent beaucoup de gaieté avec le contraste du grès qui est formés de couleurs sourdes et austères, avec du jaune et du bleu en référence à la verrerie. 
Au Musée des Beaux-Arts de Lyon est exposée une de ses pièces ; un Plat émaillé, une rare pièce de dinanderie, acheté au Musée des Beaux-Arts pour 18.000 francs, le 23 janvier 1992 à Thierry Roche auteur de L'art décoratif à Lyon de 1910 à 1950, et notamment collectionneur d’œuvres de Paul Beyer dont un Canard émaillé. La dinanderie reste une activité peu commentée de la collection Thierry Roche. 

## Collection publique
- France : Roanne, Musée Joseph-Déchelette

## Expositions

### Parisiennes
- 1925 : Exposition internationale des Arts décoratifs et industriels modernes à Paris[6]
- 1926 : Salon de l’Automne, exposition liée au verre.
- 1926 : Musée Galliera, où il confectionne le verre d’un lustre en bronze de Simonet
- 1927 : Salon de l’Automne, exposition liée au verre.
- 1928 : Salon de l’Automne, exposition liée au verre[5].
- 1937 : Exposition de trois œuvres en grès chamotté, Saint-Bon, Saint-Eloi et sainte Claire.
- 1937 : Membre du jury lors de l'Exposition Universelle des Arts et Techniques de 1937 ; il expose aussi à l'étranger (Belgique, Italie, Canada).
- 1938 : Exposition d’art sacré moderne en 1938[9].
- 1947 : Exposition rétrospective au Salon d’Automne de Paris deux ans après sa mort.
- 19 et 20 janvier 2002, Art du feu, collection du Monsieur X, 200 céramiques de la fin du XIXe et du début du XXe siècles, Hôtel des ventes du palais, palais des congrès – Paris, salle Maurice Rheims.
- 12 juin 2007, exposition à l'espace Tajan pour une vente aux enchères, avec pour commissaire-priseur Elsa Kozlowski.
- 8 avril 2008, exposition à l'espace Tajan pour une vente aux enchères d’un vase[16]

### Lyonnaises
- 1975 : Exposition rétrospective Les recherches de Paul Beyer de 1907 à 1931, Musée des Beaux-arts, Palais saint-pierre à Lyon, est exposé deux œuvres en cuivre émaillé, un plat, une assiette et une figurine Saint-Bon, patron des potiers de 1928.
- 2012 : Exposition, Lyon et l'Art moderne 1920-1942 De Bonnard à Signac, Musée municipal Paul-Dini, Villefranche-sur-Saône.